# Brahmaloka bowringi
Brahmaloka bowringi är en insektsart som beskrevs av William Lucas Distant 1906. Brahmaloka bowringi ingår i släktet Brahmaloka och familjen sköldstritar. Inga underarter finns listade i Catalogue of Life.